# Fabrizio Accatino
Fabrizio Accatino (Turín, Italia, 20 de diciembre de 1971) es un periodista y guionista de cómic italiano.

## Biografía
Empezó su carrera como periodista en Turín. Trabajó durante 10 años en calidad de corresponsal para Radio Vaticano. Posteriormente fue escritor de TV para Rai y La7, donde colaboró en programas sobre el cine como La 25a ora - Il cinema espanso, CineClub y La valigia dei sogni, además de ser uno de los locutores de Rai Radio 3.
A partir de 2000 forma parte de los guionistas de la editorial Bonelli, escribiendo para las series de historietas Dylan Dog, Le Storie y Tex.